# Bento Cândido da Silva

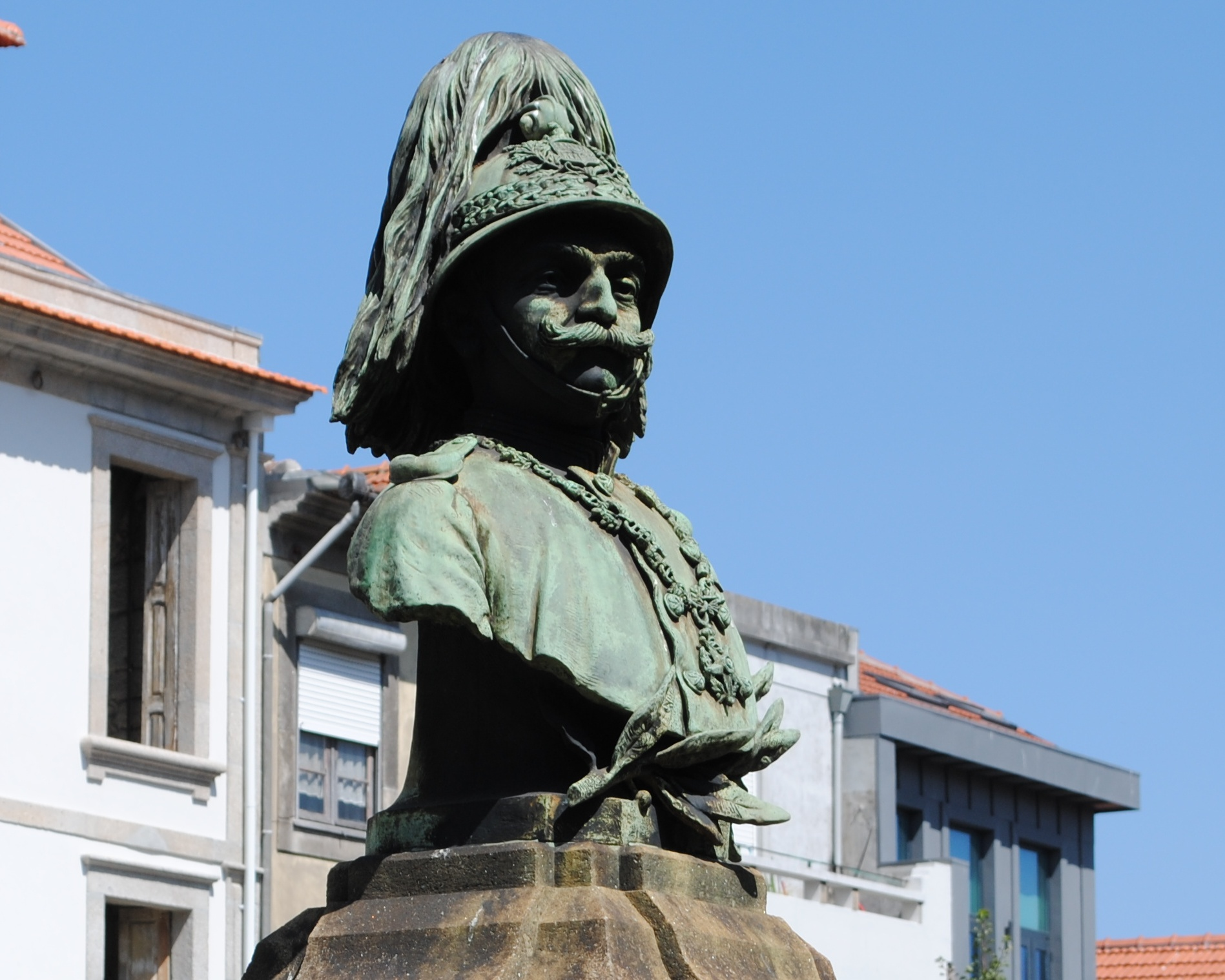
Busto de Guilherme Gomes Fernandes por Bento Cândido da Silva (1915).

Bento Cândido da Silva (Porto, 26 de abril de 1881 – Viana do Castelo, 16 de dezembro de 1935) foi um escultor e professor de desenho e escultura.

## Biografia
Nasceu no Porto, filho de José Cândido da Silva e de Maria Rosa da Cunha e Silva.
Cursou Desenho Histórico na Academia Portuense de Belas Artes entre 25 de outubro de 1895 e 26 de junho de 1904 (5.º ano), onde foi um aluno distinto. Entre outros certames, participou na exposição de trabalhos escolares de 1902.
Para o espaço público do Porto produziu em 1915 o busto de Guilherme Gomes Fernandes, implantado na antiga praça de Santa Teresa, peça escultórica que constitui o primeiro lugar de memória da cidade a ser projetado e executado depois da implantação da República Portuguesa. É também autor do conjunto escultórico «Comércio e Agricultura», esculpido entre 1914 e 1917, que encima a entrada pela rua Formosa do Mercado do Bolhão, no Porto. A escultura representa as figuras alegóricas Mercúrio e Flora, reclinadas e ladeando o brasão da cidade do Porto.
Bento da Silva foi professor da Escola Industrial Infante D. Henrique, no Porto, e diretor da Escola de Monserrate em Viana do Castelo.